# Leuronotina ritensis
Leuronotina ritensis är en insektsart som först beskrevs av Rehn, J.A.G. 1912.  Leuronotina ritensis ingår i släktet Leuronotina och familjen gräshoppor. Inga underarter finns listade i Catalogue of Life.